# Keerweer
Keerweer is een binnenplein in Amsterdam-West.
Volgens de gemeente Amsterdam was de naam Keerweer in Amsterdam en daarbuiten gebruikelijk voor straten, waarbij de ingang tevens uitgang was. Ook andere dorpen en steden kenden een Keerweer. Tussen de Baarsjesweg en het Slatuinenpad wordt sinds 20 maart 1986 een open ruimte, officieel aangeduid met Keerweer. Tot die tijd lag hier een open terrein zonder bebouwing aan de Baarsjesweg. Rond dat jaar werd er een groot complex aan woningen gebouwd langs de Baarsjesweg en Kostverlorenvaart ontworpen door Peter Geusebroek. Het binnenplein is verkeerstechnisch alleen te bereiken via een ingang tussen Slatuinenpad 32 en 34, beide onderdeel van prestedelijke bebouwing in dit gebied. Het is geheel voetgangersgebied.
Keerweer heeft slechts één huisnummer, Keerweer 1, dat een postcode voor zichzelf heeft: 1057 KD. Het binnenplein is in gebruik van de plaatselijke kinderopvang aan de Baarsjesweg. Amsterdam benoemde een witte paardenkastanje (Aesculus hippocastanum) uit 1944, na 75 jaar tot monumentaal groen, vanwege beeldbepalende waarde.

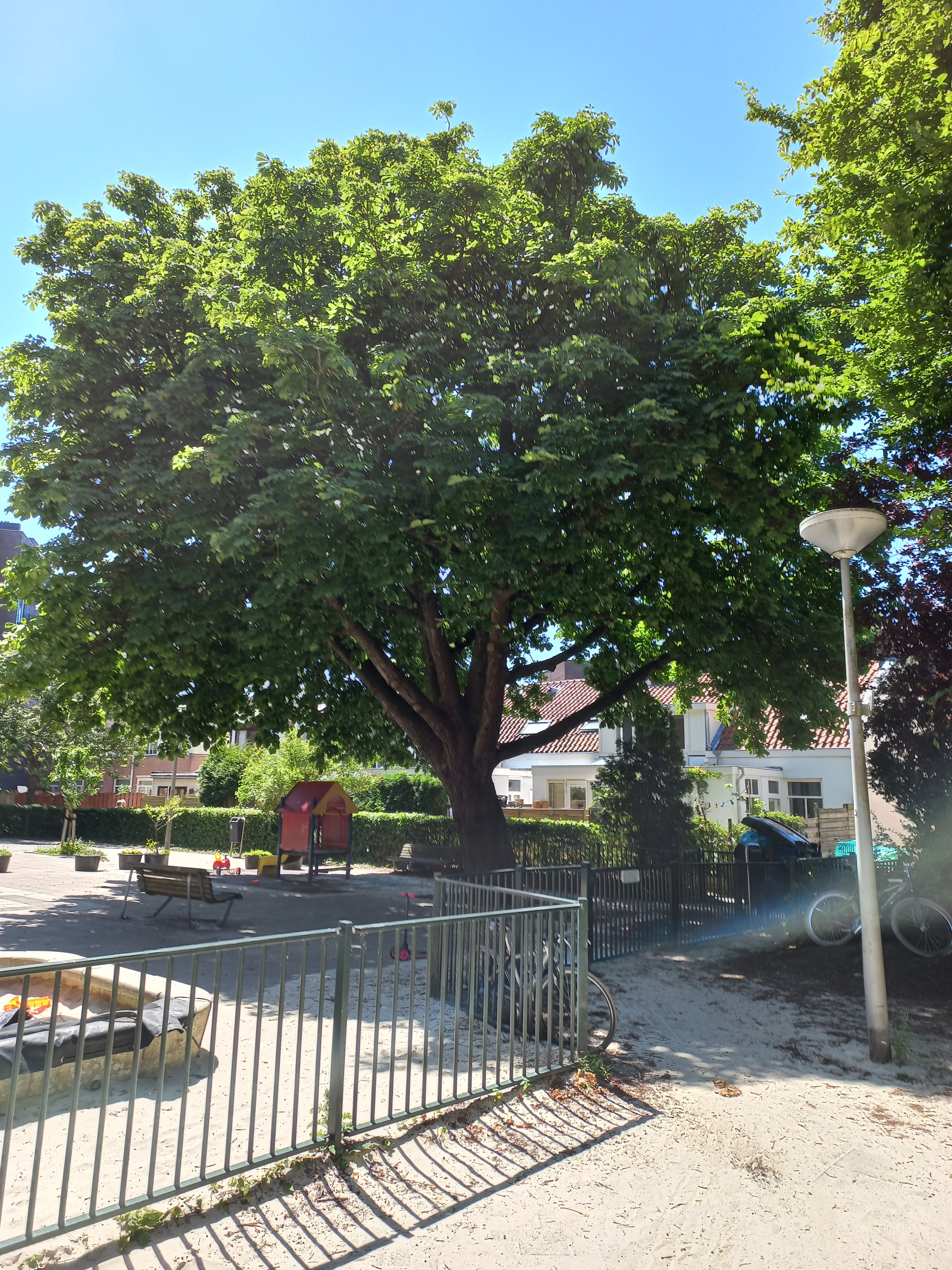
Monumentale boom (juni 2022)